# 1 QPS Tower
Der 1 QPS Tower, kurz 1 QPS und Abkürzung für 1 Queens Plaza South, ist ein Wolkenkratzer im Stadtbezirk Queens in New York City, Vereinigte Staaten. Der Wohnturm gehört zu den zahlreichen Hochhäusern, die seit 2000 nach der Umwidmung eines Industriegebiets in Long Island City erbaut worden sind.

## Beschreibung
Der Wolkenkratzer befindet sich im Stadtteil Long Island City unweit von der Queens Plaza an der Südwestseite eines Blocks, der von der Queens Plaza South im Nordosten, der 24th Street im Südosten, der 42nd Road im Südwesten und der 23rd Street im Nordwesten begrenzt ist. Die offizielle Adresse ist „42-20 24th Street“. Ein benachbartes Gebäude ist südwestlich der 113 m hohe Wohnturm Aura LIC. Direkt neben dem Gebäude verläuft entlang der 23rd Street die Hochbahn der U-Bahn-Linie . Wenige Meter nordöstlich verlaufen die Rampen zur Queensboro Bridge. Ein Block westlich befindet sich auf einem Gebäude das von Manhattan aus gut sichtbare große, rote Silvercup-Schild.
Der 1 QPS Tower wurde von den SLCE Architects entworfen, erreicht eine Gesamthöhe von 155,4 Metern (510 Fuß) und besitzt 44 Stockwerke. Damit ist er mit Stand April 2025 das zwölfthöchste Gebäude in Queens. Eigentümer ist die Carlyle Group. 2013 projektiert, wurden die 2014 begonnenen Bauarbeiten nach einer dreijährigen Bauzeit im Jahr 2017 abgeschlossen. Das Gebäude war nach seiner Fertigstellung für wenige Monate das höchste Wohngebäude von Queens, bis er vom Tower 28 übertroffen wurde. Der 1 QPS Tower hat einen siebengeschossigen Sockel, auf dem Terrassen angelegt sind. Etwas zurückgesetzt erhebt sich der mit einer glatten Glasfassade verkleidete Wohnturm. Er beherbergt von der 8. bis zur 44. Etage 391 Mietwohnungen und bietet seinen Bewohnern ein Fitnesscenter mit Kletterwand, eine Bibliothek, Außenterrassen, Kinderspielzimmer, Lounges sowie eine Dachterrasse mit einem Außenpool, der eine Zeitlang der höchstgelegene Pool der Stadt war.
Die nächstgelegene U-Bahn-Station der New York City Subway ist die nur einen Block entfernte Station Queensboro Plaza mit den Linien .

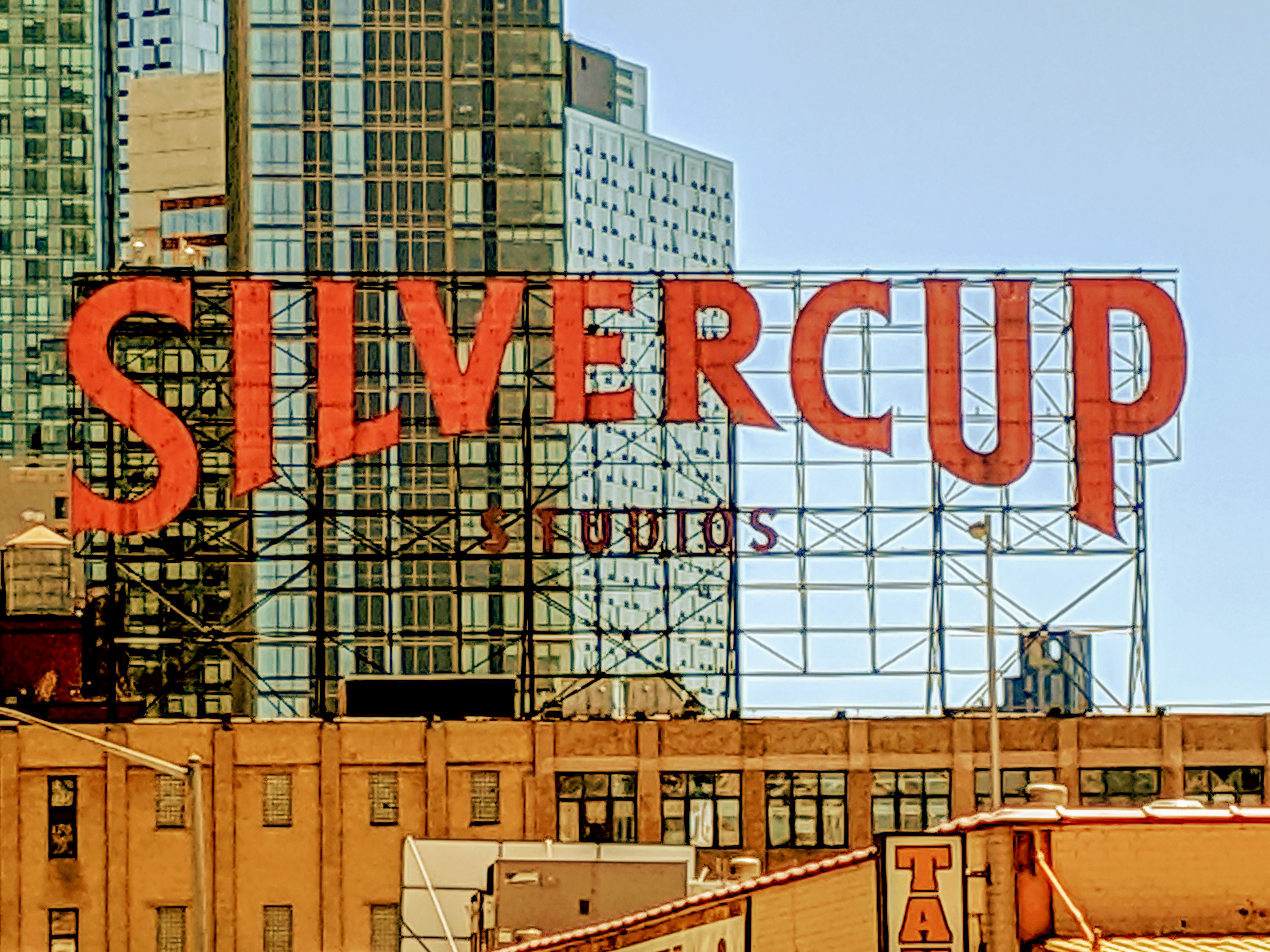
Silvercup-Schild, dahinter Mitte-links der 1 QPS Tower

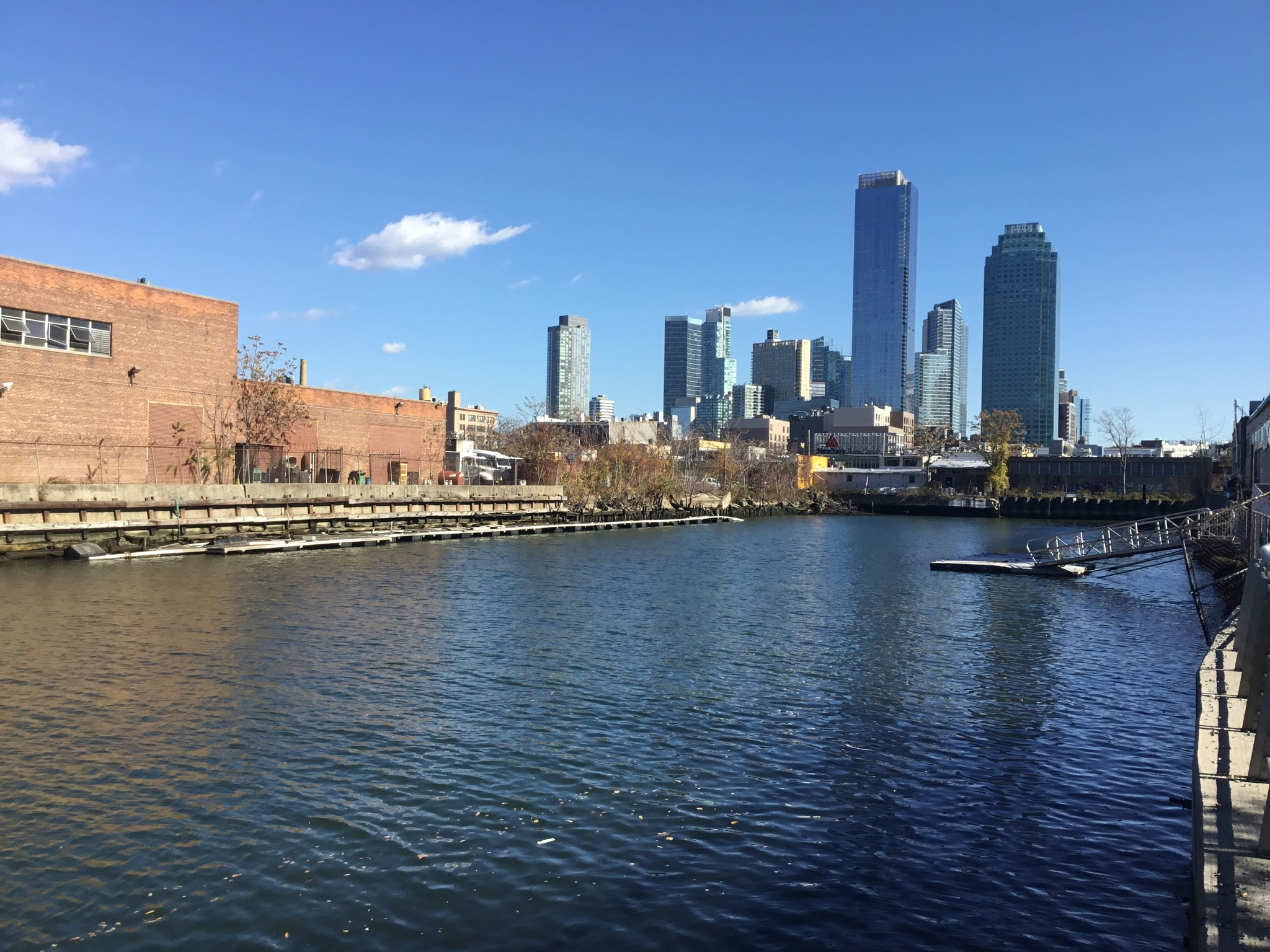
1 QPS (ganz links) in der Skyline von Long Island City